# Jean-Baptiste Pigalle
Jean-Baptiste Pigalle, född 26 januari 1714 i Paris, död där 20 augusti 1785, var en fransk skulptör.
Pigalle fick sin utbildning under rokokon men upplede klassicismen och undgick inte dess inflytande. Betecknade för dessa två perioder är hans monument över Moritz av Sachsen i Sankt Thomas-kyrkan i Strasbourg och över greve Henri Claude d'Harcourt i Notre-Dame i Paris. Bland hans ungdomsverk märks två marmorstatyetter i Kaiser Friedrich-Museum, en sandalbindande Mercurius och en sittande Venus. Andra betydande verk är Gossen med fågelburen i Louvren. Från hans senare år märks det endast delvis bevarade monumentet över Ludvig XV i Reims katedral samt den originella marmorbilden av Voltaire i Institut de France, Paris.

## Bilder

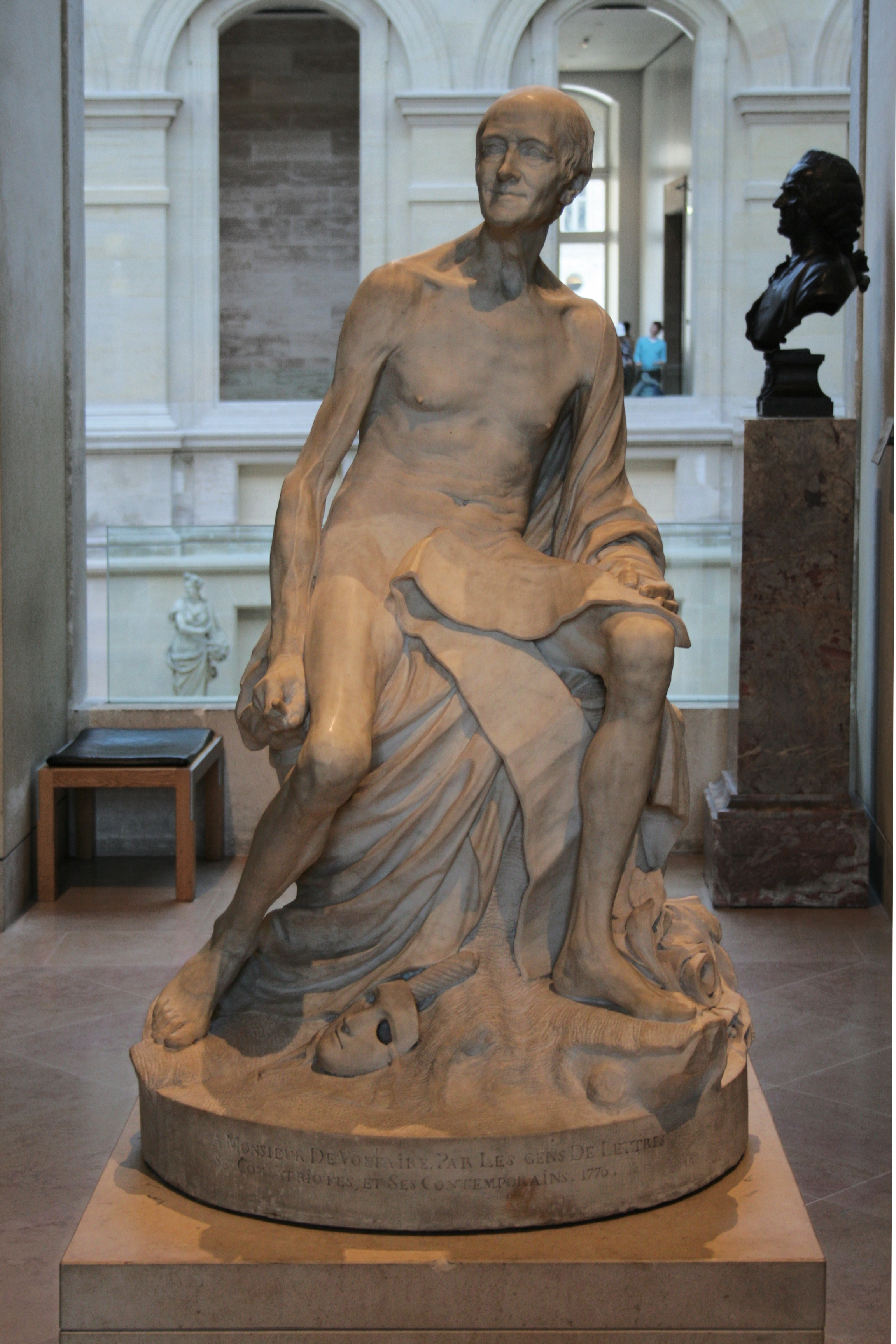
Den nakne Voltaire.
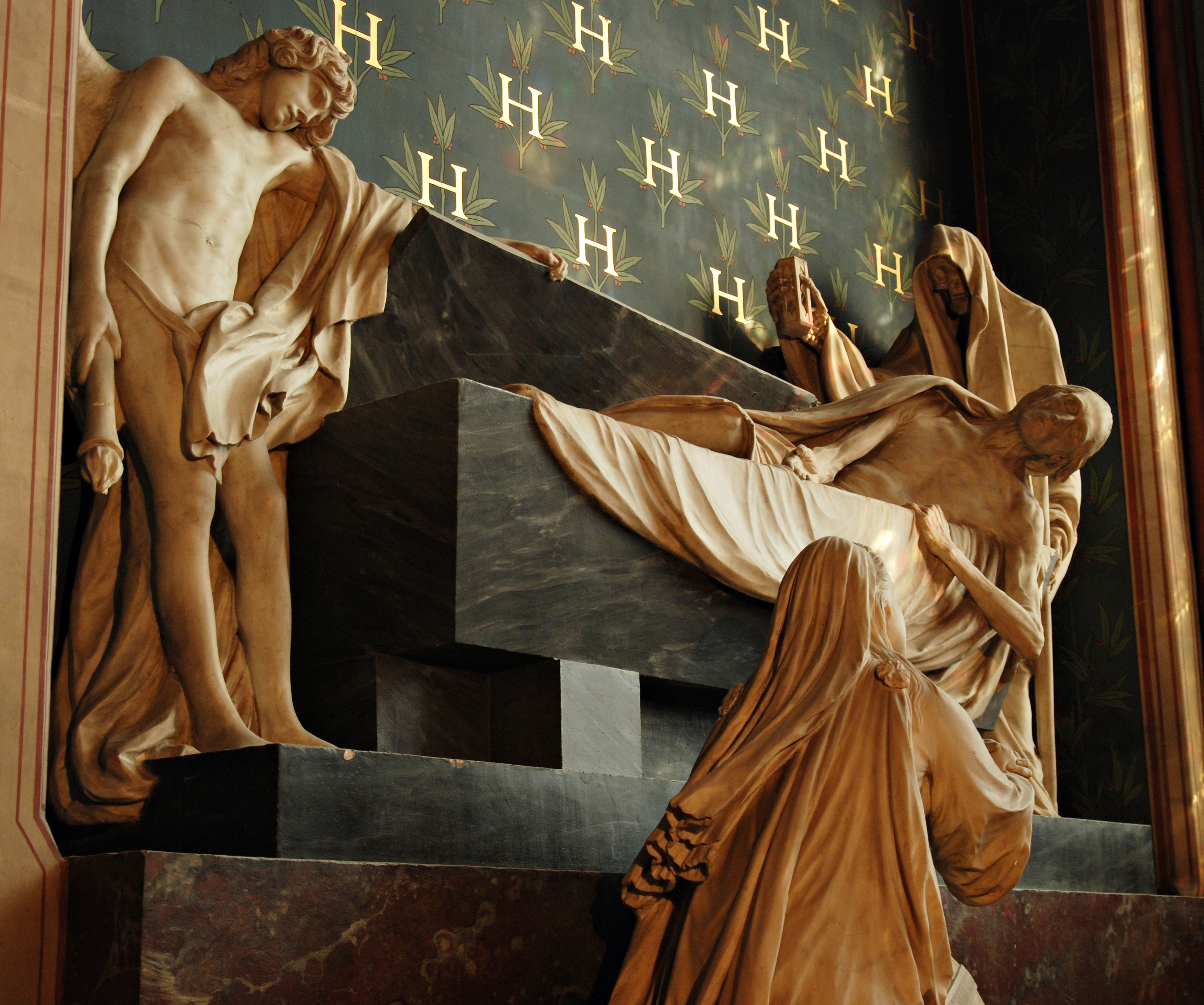
Gravmonument över Henri Claude d'Harcourt.
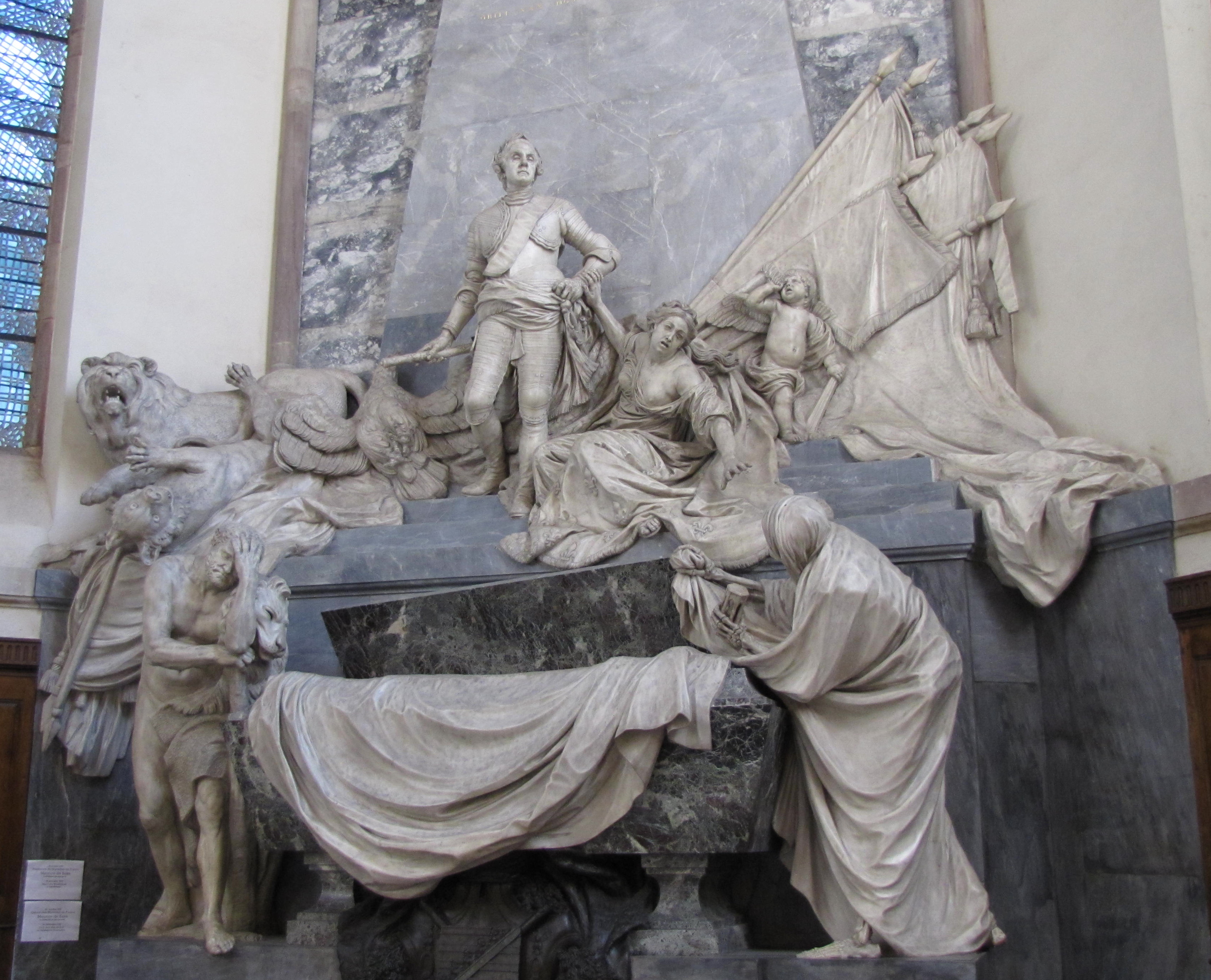
Gravmonument över Moritz av Sachsen.
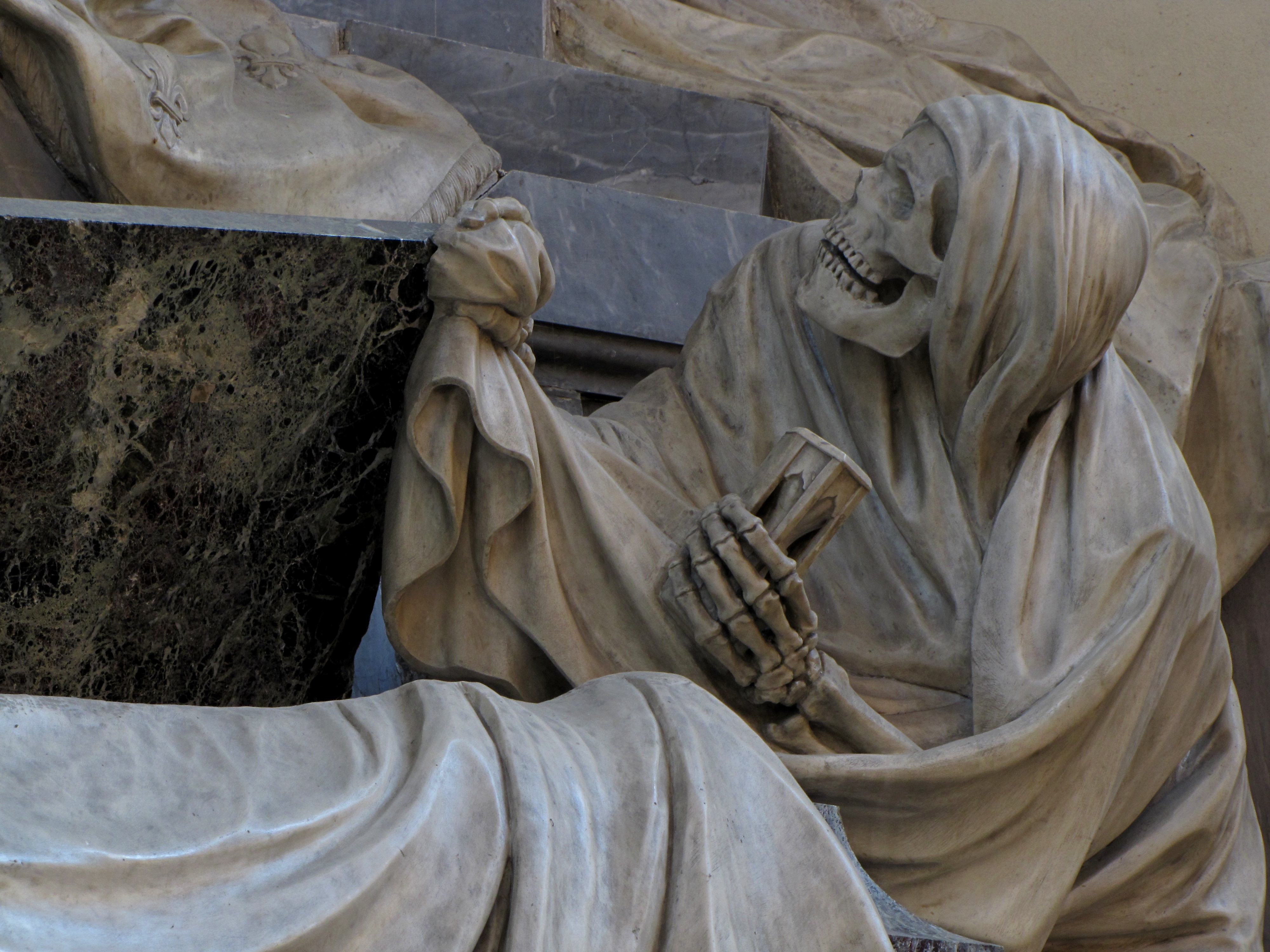
Gravmonument över Moritz av Sachsen (detalj).